# جون أودونيل (ملاكم)
جون أودونيل (بالإنجليزية: John O'Donnell)‏ مواليد 13 نوفمبر 1985 في غالواي، هو ملاكم محترف إنجليزي يصنف ضمن فئة وزن الوسط.

## إحصائيات
خاض خلال مسيرته 32 نزالا، فاز في 30 ولم يتعادل وخسر في 2. فاز بالضربة القاضية في 11 نزالا.

## روابط خارجية
- جون أودونيل على موقع بوكس ريك (الإنجليزية) (registration required)